# جواد بختیاری
جواد بختیاری (زادهٔ ۱۳۳۵ در بروجرد) از هنرمندان حوزه خوشنویسی و خط نستعلیق معاصر ایران است.
او فارغ‌التحصیل رشته الکترونیک از دانشگاه شیراز و نقاشی از دانشکده هنرهای زیبای دانشگاه تهران است.
او مقاله‌ای در پاییز ۱۳۶۴ در فصلنامه هنر شماره ۹ منتشر کرد و جوهره و ساختار هندسی خط نستعلیق را مطابق با نسبت‌های طلایی دانست که بسیار مورد استقبال جامعه هنری، دانشگاهی و خوشنویسان کشور قرار گرفت.

## زندگی‌نامه
او در خانواده‌ای اهل ذوق و هنر به دنیا آمد. کودکی و نوجوانی خود را در بروجرد گذراند و با حمایت پدر به فراگیری هنر نقاشی روی آورد. تحصیلات دانشگاهی خود را در دانشگاه شیراز و با رشته الکترونیک آغاز کرد اما تمایلش به هنر بیش از رشته‌های فنی بود به همین دلیل پس پایان تحصیلات خود در رشته الکترونیک در سال ۱۳۵۷ وارد دانشکده هنرهای زیبای دانشگاه تهران شد و در رشته نقاشی و هنرهای تجسمی به تحصیل پرداخت. وی تحصیلات آکادمیک خویش را در مقطع کارشناسی ارشد نقاشی در استرالیا گذراند و دکترای تاریخ هنر را در ایالت متحده آمریکا اخذ نمود.

## گرایش به خوشنویسی
بختیاری علی‌رغم تحصیل در رشته نقاشی با دیدن آثار یکی از بزرگان، مجذوب خط نستعلیق شد و به این عرصه وارد شد و مراحل فراگیری خوشنویسی را مشتاقانه و به سرعت پیمود تا موفق به کسب درجه استادی در خط نستعلیق گردید.
ایشان از شاگردان استاد خوشنویسی معاصر ایران غلامحسین امیرخانی است.  
استاد بختياري امروز از استادان طراز اول خوشنويسي كشور است و در خط نستعليق به دارنده خط طلايي شهرت يافته است كه نشان از اعتبار وي است. در سال ۱۳۷۶ برنده جشنواره جهاني خوشنويسي تهران شده و دهها نمايشگاه معتبر در ايران، تركيه، ايتاليا، چين، پاريس و كشورهاي ديگر برپا كرده است.

## آثار منتشر شده
- طربنامه عشق
- سخن عشق
- کتیبه
- شور مستی
- سحر شب
- گلستانم آرزوست
- راز نگاه
- رباعیات خیام
- ای ایران
- می‌تراود مهتاب
- زندگی زیباست
- بنمای رخ
- هنر ایران به انگلیسی
- مجموعه‌های مشترک با سایر خوشنویسان مانند رقم مهر، هزار فراز از فردوسی، حافظ، آستان جان، چشمه خورشید، خواجوی کرمانی و …
- نستعلیق جواهر پارسی

## نمایشگاه‌ها
برگزاری نمایشگاه‌های متعدد در داخل و خارج از کشور از دیگر فعالیتهای جواد بختیاری است.
- موزه هنرهای معاصر در سال ۱۳۶۳
- اسلام‌آباد در سال ۱۳۶۳
- انجمن فرهنگی ایران –آلمان در سال ۱۳۶۴
- موزه هنری آنکارا در سال ۱۳۶۷
- موزه هنری استانبول در سال ۱۳۶۷
- نمایشگاه آبرنگ آتن در سال ۱۳۶۷
- مرکز فرهنگی سنندج در سال ۱۳۶۷
- لندن در سال ۱۳۶۸
- موزه رضا عباسی در سال ۱۳۷۰
- گالری شاجانیان اصفهان در سال ۱۳۷۰
- کاخ فرهنگی رشت در سال ۱۳۷۰
- گالری هریتاژ – کانبرا در سال ۱۳۷۳
- گالری شخصی تهران در سال ۱۳۷۴
- فورنی دوسوپر ایتالیا در سال ۱۳۷۵
- موزه رضا عباسی در سال ۱۳۷۵
- رباط، کازابلانکا مراکش در سال ۱۳۷۷
- دانشگاه کیش در سال ۱۳۷۷
- موزه هنرهای دمشق سوریه در سال ۱۳۷۸
- نمایشگاه جمعی هنر ایران در سوئیس، اتریش، اسپانیا و انگلستان در سال ۱۳۷۹
- کاخ نقاشان مسکو روسیه در سال ۱۳۸۰
- کاخ نقاشان سن پطرزبورگ روسیه در سال ۱۳۸۰
- موزه هنرهای آنکارا ترکیه در سال ۱۳۸۱
- گالری توتال آرت دبی امارات متحده عربی در سال ۱۳۸۱
- گالری برونئی دانشگاه سواس لندن انگلستان در سال ۱۳۸۲
- نمایشگاه جمعی هنر ایران توکیو در سال ۱۳۸۲
- ششمین بینال نقاشان معاصر موزه هنرهای معاصر تهران در سال ۱۳۸۲
- موزه هنرهای زیبا شارجه امارات متحده عربی در سال ۱۳۸۳
- نگارستان چلیپا تهران در سال ۱۳۸۳
- میراندا آرت اورنج کانتی آمریکا در سال ۱۳۸۳
- پوتو مک گالری واشینگتن آمریکا در سال ۱۳۸۳
- مریات گالری دالاس آمریکا در سال ۱۳۸۴
- سیتی آرت گالری لس آنجلس آمریکا در سال ۱۳۸۵
- نیس گالری سانفرانسیکو آمریکا در سال ۱۳۸۶
- فستیوال هنر لاگونابیچ اورنج کانتی  آمریکا در سال ۱۳۸۷
- فستیوال هنر واشینگتن آمریکا در سال ۱۳۸۸
- نمایشگاه بهار نستعلیق در گالری نقش و خط تهران در سال ۱۳۹۴
- نمایشگاه مسند مستانگی در گالری نقش و خط تهران در سال ۱۳۹۵
- نمایشگاه گروهی نقاشان معاصر با عنوان به یادمان مرتضی ممیز در گالری نقش و خط در سال ۱۳۹۶
- نمایشگاه گروهی منتخبین خوشنویسی معاصر در گالری نقش و خط سال ۱۳۹۶
- همایش خوشنویسی هم قلم با نوای استاد در گالری نقش و خط، فرهنگسرای ارسباران و شهر کتاب ابن سینا. سال ۱۳۹۷
- نمایشگاه گروهی خوشنویسی جواد بختیاری و دوستان با عنوان نستعلیق آیینه هویت ایرانی در گالری نقش و خط. سال ۱۳۹۸